# Legge di Graham
La legge di Graham, altresì legge di effusione di Graham, fu formulata da Thomas Graham. Graham scoprì per via sperimentale che la velocità di effusione di un gas è inversamente proporzionale alla radice quadrata della massa molecolare delle particelle che lo costituiscono. La formula si può scrivere come:
{\displaystyle {{\mbox{V}}_{1} \over {\mbox{V}}_{2}}={\sqrt {M_{2} \over M_{1}}}}
Dove:
- V1 è la velocità di effusione del primo gas.
- V2 è la velocità di effusione del secondo gas.
- M1 è la massa molare del primo gas.
- M2 è la massa molare del secondo gas.

La legge di Graham è tanto valida per l'effusione quanto per la diffusione. La legge di Graham è valida quando il cammino libero medio è maggiore del diametro del foro capillare attraverso il quale il gas effonde. Se ciò non si verifica le molecole collidono vicino al foro e la mancanza di urti dalla parte del foro, spinge il gas fuori dal contenitore. La velocità di diffusione in un liquido è inoltre anche direttamente proporzionale al coefficiente di solubilità.
La legge di Graham è più accurata per l'effusione molecolare che comporta il movimento di un gas alla volta attraverso un foro. È solo approssimativo per la diffusione di un gas in un altro o in aria, in quanto questi processi comportano il movimento di più di un gas.
Nelle stesse condizioni di temperatura e pressione, la massa molare è proporzionale alla densità di massa. Quindi il tasso di diffusione di diversi gas è inversamente proporzionale alla radice quadrata delle densità di massa.

## Esempio
Sia il gas 1 H2 e il gas 2 O2.
{\displaystyle {{\mbox{V}}_{H} \over {\mbox{V}}_{O}}={{\sqrt {32}} \over {\sqrt {2}}}={{\sqrt {16}} \over {\sqrt {1}}}={\frac {4}{1}}}
Ne consegue che le molecole di idrogeno gassoso viaggiano quattro volte più velocemente dell'ossigeno gassoso.
La legge di Graham è utile anche per un approssimativo calcolo del peso molecolare di un gas nota la sua specie e conosciuto lo specifico rapporto tra le velocità dei due gas (come nell'esempio). 
{\displaystyle {M_{2}}={M_{1}{\mbox{V}}_{1}^{2} \over {\mbox{V}}_{2}^{2}}}

## Applicazioni
La legge di Graham è stata la base per separare 235U da 238U che si trovano nell'uranite naturale (uranio minerale) durante il progetto Manhattan per costruire la prima bomba atomica. Il governo degli Stati Uniti ha costruito un impianto di diffusione gassosa a Clinton, Tennessee, per il costo di 100 milioni di dollari (~ 7,7 miliardi di dollari nel 2014). In questo progetto, l'uranio  è stato convertito dall'uranio minerale per la prima volta in esafluoruro di uranio e poi forzato ripetutamente per diffondere attraverso barriere porose, ogni volta diventando un po' più arricchito dell'isotopo 235U leggermente più leggero.